# Vitstrupig sångare
Vitstrupig sångare (Schistolais leucopogon) är en fågel i familjen cistikolor inom ordningen tättingar.

## Utseende och läte
Vitstrupig sångare är en udda, bredstjärtad prinialik tätting med vit strupe. Noterbart är även svart på kinden och vitt på yttre stjärtpennorna. Den liknar vissa apaliser, men skiljs på grå undersida och den tydligt avgränsade vita strupen. Bland lätena hörs ljusa "tew" och "tsik" som vanligen upprepas snabbt i kör av en hel flock.

## Utbredning och systematik
Vitstrupig sångare delas upp i två underarter med följande utbredning:
- Schistolais leucopogon leucopogon – östra Nigeria till mellersta Ubangifloden och västra sidan av Tanganyikasjön
- Schistolais leucopogon reichenowi – Demokratiska republiken Kongo till Uganda, Rwanda, Burundi, Kenya och Tanzania

### Familjetillhörighet
Cistikolorna behandlades tidigare som en del av den stora familjen sångare (Sylviidae). Genetiska studier har dock visat att sångarna inte är varandras närmaste släktingar. Istället är de en del av en klad som även omfattar timalior, lärkor, bulbyler, stjärtmesar och svalor. Idag delas därför Sylviidae upp i ett antal familjer, däribland Cisticolidae. 

## Levnadssätt
Vitstrupig sångare hittas i tät undervegetation i skog, igenvägt jordbruksbygd och skogsbryn. Den ses vanligen i små och aktiva grupper.

## Status och hot
Arten har ett stort utbredningsområde, men tros minska i antal, dock inte tillräckligt kraftigt för att den ska betraktas som hotad. Internationella naturvårdsunionen IUCN listar arten som livskraftig (LC). Världspopulationen har inte uppskattats men den beskrivs som ganska vanlig till ovanlig.